# Scopula puerca
Scopula puerca là một loài bướm đêm trong họ Geometridae.